# Karl Rahm
För kommendanten i Theresienstadt, se Karl Rahm (SS-Obersturmführer).

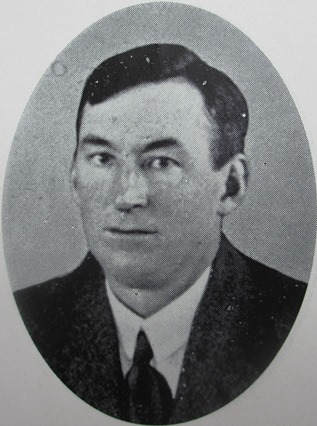
Karl Rahm.

Karl Rahm, född 13 september 1889 i Bollnäs, död 14 april 1947 i Söderala församling, Gävleborgs län, var en svensk hemmansägare och kommunalpolitiker. Han var på sin tid känd som "Söderalakungen".
Rahm var hemmansägare i Sund i Söderala landskommun. Han var först vice ordförande och senare ordförande i kommunalfullmäktige samt ledamot av kommunalnämnden och folkskolestyrelsen. Han var även kronoombud vid taxering och vice ordförande i Ala tingslags vägstyrelse.
Rahm var en av de främsta förespråkarna för tillkomsten av en flygflottilj i Söderhamn. Söderala landskommun upplät även mark åt den 1945 invigda Hälsinge flygflottilj.